# 아이치현 제9구
아이치현 제9구(愛知県 第9区)는 일본의 중의원 선거구이다. 1994년 공직선거법으로 신설되었다.

## 지역
- 이치노미야시 일부
- 쓰시마시
- 이나자와시
- 아이사이시
- 야토미시
- 아마시
- 아마군

## 역대 중의원 의원
- 가이후 도시키 (임기: 1993년 ~ 2009년)